# Gordon Balfour
Gordon Bruce Balfour, född 25 december 1882 i Toronto, död 31 juli 1949 i Toronto, var en kanadensisk roddare.
Balfour blev olympisk bronsmedaljör i fyra utan styrman vid sommarspelen 1908 i London.